# Гундекар II
Гундекар II (на немски: Gundekar II, Gunzo, * 10 август 1019, † 2 август 1075, Айхщет) е епископ на Айхщет от 1057 до 1075 г. Почитан е като Светия, въпреки че официално не е обявен за такъв.

## Произход и управление
Той е син на Регинхер и Ирмингарт. Сестра му се казва Тоута. Роднина е на Зигфрид I, архиепископ на Майнц (1060 – 1084) от среднорейнско-франкски благороднически род Регинбодони. Друг негов роднина е Егилберт, епископ на Пасау (1045 – 1065).
Още като дете той е възпитаван в Айхщет. През 1045 г. кралица Агнес Поатиенска го прави дворцов каплан като последник на Егилберт и той напуска Айхшет. На 20 август 1057 г. императрицата го прави епископ на Айхщет. Той помага на Хайнрих IV при похода му против Саксония.
През 1072 г. Гундекар дава на своята катедрала великолепния ръкопис, наричан Gundekarianum, сбирка от 204 страници, които след него са увеличени на 257 страници. Епископ Гундекар II освещава през 1073 г. църквата в Егвайл.
Гундекар е погребан в построената от него през 1062 г. Йоан-капела в катедралата на Айхщет. Скоро започват да го почитат като „блажен“. През 1309 г. мощите му са издигнати в каменен саркофаг.

## Галерия
- Страница от Pontifikale Gundekarianum
- Гробът на епископ Гундекар II в катедралата на Айхщет